# Kiah Royal
Kiah Royal ist das fünfte Album der deutschen Brass-Band LaBrassBanda. Das Livealbum erschien im Oktober 2014 beim Label Sony Music als CD, als Schallplatte (inkl. MP3-Downloads) und als DVD-Videoalbum.

## Hintergrund
Das Album Kiah Royal wurde von LaBrassBanda „live + akustisch im Kuhstall“ in Höllthal bei Seeon eingespielt. Gastmusiker waren Rocko Schamoni, Christoph Well und Stephan Remmler.
Der Titel des Albums ist ein Wortspiel mit Bezug auf Kir Royal, einen Cocktail aus Crème de Cassis und Champagner, der seinerseits namensgebend für eine Fernsehserie ist, und den bairischen Begriff „Kiah“ für „Kühe“.

## Titelliste
1. VW Jetta – 4:28
2. Bauersbua – 4:12
3. Der Mond (feat. Rocko Schamoni) – 5:33
4. Schweden – 4:00
5. Ofree – 2:53
6. Peroni Pizza – 3:30
7. Holland – 2:33
8. 40 Cent (feat. Christoph Well) – 4:11
9. Bierzelt – 4:23
10. Autobahn – 3:43
11. Ringlebleame – 3:27
12. Hostasned – 2:43
13. Keine Sterne in Athen (feat. Stephan Remmler) – 3:20
14. Rotes Hoserl – 3:43
15. Nackert – 3:34
16. Tecno – 6:22

## Rezeption
Der Musikkanal laut.de kommentiert:
„Lässige Loungeelemente und ausgewählte Gäste in gemütlicher Stallatmosphäre, bei der das gemächliche Kauen der Tiere förmlich zu hören ist, tut da nicht nur dem Hörer gut. In dieser Geschwindigkeit offenbaren sich erst recht die musikalischen Qualitäten der studierten Musiker und Rampensäue.“
In der Süddeutschen Zeitung heißt es u. a.:
„Das Resultat auf ‚Kiah Royal‘ sind reduzierte Versionen von bekannten Liedern der Vorgängerplatten.[…] Sehr gemütlich, das Ganze. Sehr bayerisch.“